# Ostwaldscher Doppelkegel

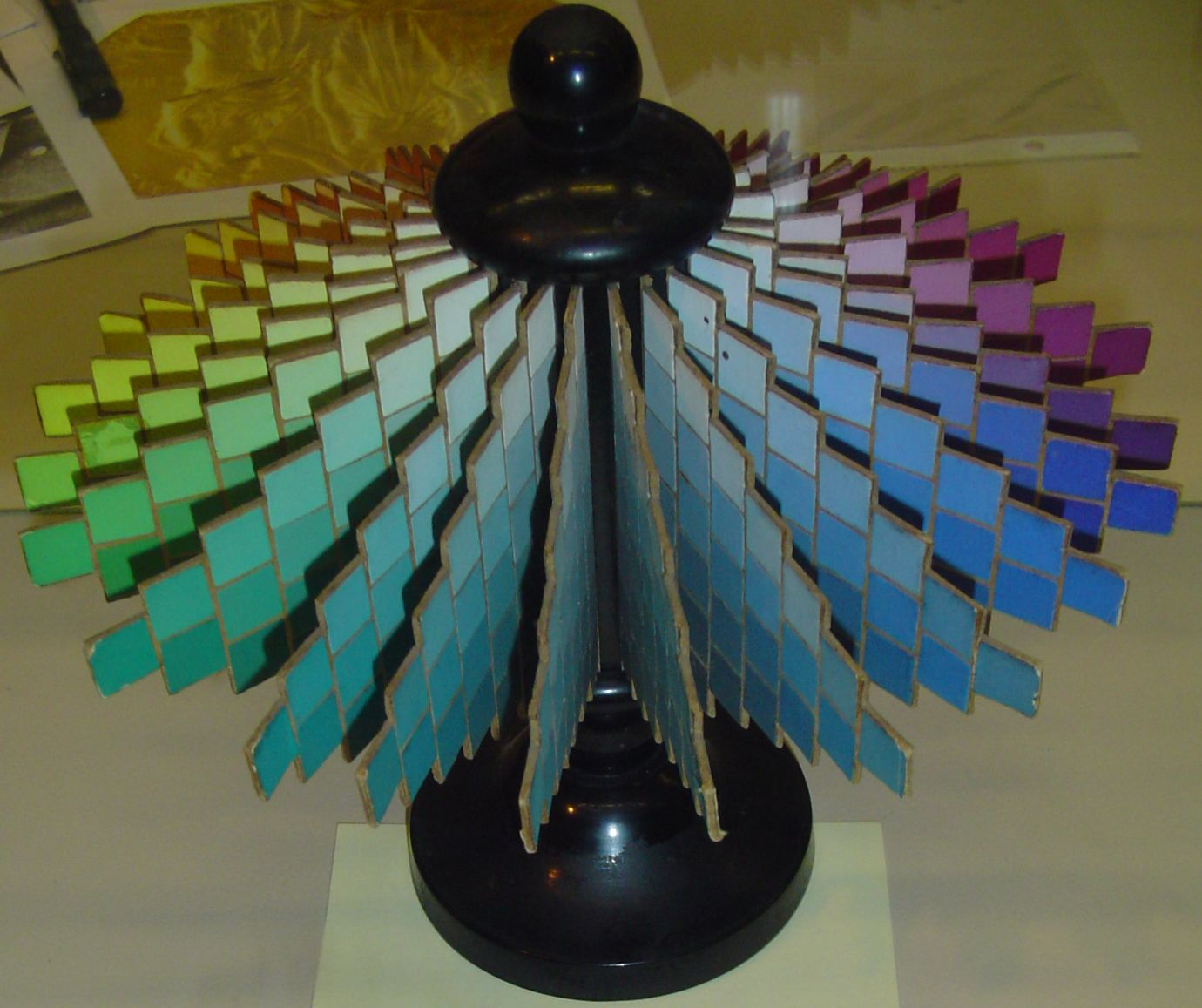
Originalmodell von 1918

Der Ostwaldsche Doppelkegel ist ein auf der Harmonielehre aufgebautes Farbsystem des Nobelpreisträgers Wilhelm Ostwald.
Er war fasziniert davon, wie exakt ein subjektives, empfindungsgemäßes Urteil über eine Farbe ausfallen kann, und entwickelte auf dieser Basis sein Farbsystem in Form eines Doppelkegels. Ostwaldsche Doppelkegel sind heute im Wilhelm-Ostwald-Park zu besichtigen.